# Zalesie Gosławickie
Zalesie Gosławickie (do 2019 Zalesie) – część wsi Gosławice w Polsce, położona w województwie łódzkim, w powiecie radomszczańskim, w gminie Kodrąb.
W latach 1975–1998 Zalesie Gosławickie, jako Zalesie, administracyjnie należało do województwa piotrkowskiego.